# (22505) Lewit
(22505) Lewit (1997 UF) – planetoida z pasa głównego asteroid okrążająca Słońce w ciągu 3,58 lat w średniej odległości 2,34 j.a. Odkryta 19 października 1997 roku.